# Mosquée Nur ul-Ihsan
La mosquée Nur ul-Ihsan de Phnom Penh, était une des plus anciennes mosquées du Cambodge. Elle se trouvait le long de la route nationale 5, près du Tonlé Sap, à 7 km au nord du centre-ville, elle a été détruite en 2018 et reconstruite sous le nom de Mosquée KM7 avec une architecture totalement différente.
Construite en 1813 par la communauté Cham, elle avait survécu au règne des Khmers rouges, qui l'avaient transformée en porcherie.

## Notes et références

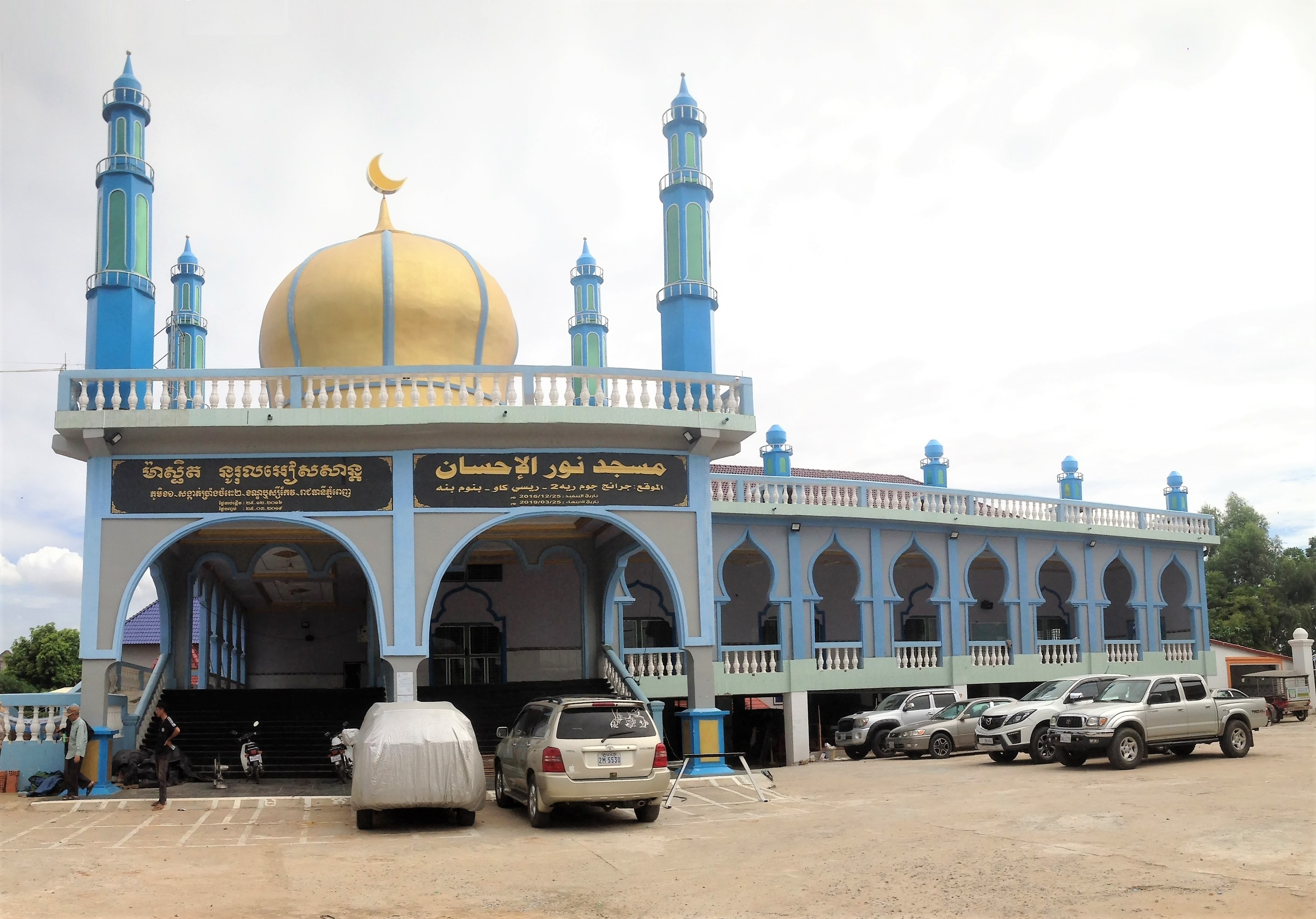
Mosquée KM7 remplaçant l'ancienne mosquée.